# Університет Париж IV

Університет Париж IV Сорбонна – колишній французький державний гуманітарний університет. Частково університет розташовувався в історичній будівлі Сорбонни, але також мав філії в 6-му, 7-му і 8-му муніципальному окрузі Парижа. Університет Париж IV – Сорбонна, разом з 12 іншими Паризькими університетами, був заснований в 1970  році внаслідок реформи університетів після травневих подій 1968 року. У 2017 був перетворений на Університет Сорбонна.

## Структура
Університет складається з 16 факультетів, а також включає Інститут прикладних гуманітарних наук, Інститут досліджень сучасних західних цивілізацій, Вищу школу журналістики і комунікацій та Педагогічний інститут при Університеті Париж IV.
Факультети:
- Факультет французької літератури
- Факультет французької мови
- Факультет латинської мови
- Факультет грецької мови
- Факультет філософії та соціології
- Факультет історії
- Факультет історії мистецтв та археології
- Факультет географії
- Факультет англійської мови
- Факультет германських мов і цивілізацій
- Факультет іберійської і латино-американської цивілізацій
- Факультет італійського та румунського мов
- Факультет слов'янських мов і цивілізацій
- Факультет арабських та єврейських цивілізацій
- Факультет музики